# Eurypauropodidae
Die Eurypauropodidae sind eine Familie der Tausendfüßer aus der Klasse der Wenigfüßer (Pauropoda). Eine Art der Familie wurde erstmals im Jahre 1879 von J. Ryder im East Fairmount Park in Philadelphia (USA) entdeckt. Diese Typusart ist Eurypauropus spinosus. Seither wurden weltweit rund 25 weitere Arten gefunden. Die geringe Körpergröße von 0,8 bis 1,5 mm, die verborgene Lebensweise und aufwändige Untersuchungsmethoden haben dazu geführt, dass sich nur wenige Spezialisten mit dieser Tiergruppe beschäftigen.

## Körperbau
Das auffallendste Körpermerkmal sind die sechs großen Rückenplatten (Tegite), die den Körper nach allen Seiten überragen. Die neun Segmente mit je einem Schreitbeinpaar werden durch die Tergite bedeckt.

## Lebensweise
Diese Tausendfüßer-Familie ist vor allem in den Laubmischwäldern der collinen und montanen Höhenstufe verbreitet. Am häufigsten werden die Tiere auf der Unterseite von Holz- und Rindenstücken am Boden der Wälder gefunden. Vereinzelt findet man sie auch in Waldböden mit Staunässe und der Förna reiner Fichtenbestände. In Südeuropa findet man sie vor allem in Brombeersträuchern und unter der Rinde von Olivenbäumen.

### Entwicklung
Laut Schuster und Hasenhütl (1983) gibt es bei den Eurypauropodinae eine indirekte Spermaübertragung, indem das Männchen auf Bodenunebenheiten ein komplexes Gespinst anfertigt. Bei Trachypauropus latzeli besteht dieses aus einem Auflagenetz, auf das ein Spermatropfen gesetzt wird, sowie einem Träger- und einem Abdecknetz, die beide eine Trage- und Stützfunktion haben. Es wird vermutet, dass die Gespinstspermatophoren artspezifisch ausgebildet sind und die Weibchen daher in der Lage sein dürften, ein Gespinst der eigenen Art von dem anderer Arten zu unterscheiden. Ob Duftstoffe, die möglicherweise in den Verdickungen der Fäden enthalten sind, dabei eine Rolle spielen, ist noch ungeklärt.
Aus den sehr dotterreichen Eiern, die in Vertiefungen von vermoderndem, feuchtem Holz gelegt werden (mehrere 100 Eier pro Weibchen) schlüpfen nach etwa 2 Wochen sogenannte Pupoid-Stadien. Diese sind unbeweglich und noch nicht zur Nahrungsaufnahme fähig. Aus diesen geht das erste freibewegliche Larvenstadium hervor, welches schon drei Tergite und drei Schreitbeinpaare besitzt. Darauf folgen dann noch drei weitere Larvenstadien (4 Tergite und 5 Beinpaare, 5 Tergite und 6 Beinpaare, 5 Tergite und 8 Beinpaare). Darauf folgen dann die geschlechtsreifen Tiere mit sechs Tergiten und neun Schreitbeinpaaren.
Die Lebenserwartung der Eurypauropodidae ist derzeit noch unbekannt, dürfte aber bei zwei bis drei Jahren liegen.

## Systematik
Die Familie der Eurypauropodidae wird derzeit in zwei Unterfamilien unterteilt:
- Die Unterfamilie Eurypauropodinae mit den drei Gattungen Acopauropus, Trachypauropus und Eurypauropus, wurde in Europa und Nordamerika nachgewiesen.
- Die Unterfamilie Sphaeropauropodinae mit der Gattung Sphaeropauropus, ist in Neuseeland und Japan beheimatet. Sie kann sich vollständig kugelförmig zusammenrollen.

### Europäische Gattungen und Arten
In Europa gibt es nur zwei der Gattungen der Familie Eurypauropodidae:
- Gattung Acopauropus
  - Acopauropus asper
  - Acopauropus attemsi
  - Acopauropus consobrinus
  - Acopauropus deharvengi
  - Acopauropus eosus
  - Acopauropus hastatus
  - Acopauropus hispanicus
  - Acopauropus ornatus
  - Acopauropus otteri
- Gattung Trachypauropus
  - Trachypauropus atticus
  - Trachypauropus britannicus
  - Trachypauropus cordatus
  - Trachypauropus glomerioides
  - Trachypauropus graecensis
  - Trachypauropus huetheri
  - Trachypauropus latzeli
  - Trachypauropus simonsbergeri
  - Trachypauropus styriacus

## Quelle
- Klaus Hasenhütl: Wenigfüßer (Eurypauropodidae) – Zwerge unter den Tausendfüßern. In: Carinthia II. Sonderheft 45, Verlag des naturwissenschaftlichen Vereines für Kärnten, Klagenfurt 1987, S. 7–16 (zobodat.at [PDF]).
- Klaus Hasenhütl: Neue Zwergtausendfüßer aus Kärnten (Myriapoda, Pauropoda). In: Carinthia II. Sonderheft 45, Verlag des naturwissenschaftlichen Vereines für Kärnten, Klagenfurt 1987, S. 17–75 (zobodat.at [PDF]).

## Weiterführende Literatur
- Carl August Attems: Pauropoda. In: W. Kükenthal, T. Krumbach (Hrsg.): Handbuch der Zoologie. 1. Hälfte, Nr. 1, 4, 1926, S. 20–28
- Alfred Kaestner: Lehrbuch der speziellen Zoologie. Teil 1: Wirbellose. 5. Lieferung, 1963, S. 1045–1047.
- Karl Wilhelm Verhoeff: Pauropoda. In: Dr. H. G. Bronns Klassen und Ordnungen des Tierreichs. Band 5: Symphyla und Pauropoda. Abt. 2: K. W. Verhoeff (Bearb.): Myriapoda. Akad. Verl.-Gesellschaft, Leipzig 1934, S. 121–200.
- John A. Ryder: An account of a new genus of minute Pauropod Myriapods. Amer. Nat., XIII, 1879, S. 603–612 (Erstbeschreibung des Typusart).
- John A. Ryder: The larva of Eurypauropus spinosus. Proc. Acad. nat. Sc. Philadelphia, 1879, S. 164 (Erstbeschreibung der Larven).